# 高明姫
高 明姫（コ・ミョンヒ、朝鮮語: 고명희）は、朝鮮民主主義人民共和国の女性政治家。朝鮮労働党中央検査委員会委員、最高人民会議代議員、農業相副相、平安南道農村経理委員会委員長、青山里共同農場管理委員会委員長などを歴任した。

## 経歴
出生地や生年月日などは不明。就任時期は不明だが、青山里方式で知られる青山里共同農場の管理委員長に任命され、1998年7月には最高人民会議第10期代議員に選出された。
2002年1月30日に開催された全国農業部門労働者会議で「労力英雄」称号を授与された。2003年に最高人民会議第11期代議員に再選。2008年に青山里共同農場管理委員会委員長から平安南道農村経理委員会委員長に転じ、2009年3月9日に実施された最高人民会議第12期代議員選挙で代議員に再選された。
2010年9月28日に開催された朝鮮労働党第3回党代表者会で朝鮮労働党中央検査委員会委員に選出され、2011年12月17日に金正日総書記が死去した際には、国家葬儀委員会委員に選ばれた。
2017年10月16日の「世界食料デー」に関連した行事に農業省副相として参加し、翌年も同様の行事に参加している。